# Jang Song-hyok
Đây là một tên người Triều Tiên, họ là Jang.
Jang Song-hyok (sinh ngày 18 tháng 1 năm 1991) là một cầu thủ bóng đá người CHDCND Triều Tiên hiện tại thi đấu cho Visakha ở Giải bóng đá vô địch quốc gia Campuchia và Đội tuyển quốc gia CHDCND Triều Tiên, ở vị trí trung vệ.

## Sự nghiệp
Song-hyok đại diện cho Rimyongsu Sports Club tại DRP Korean league. Anh được chọn để đại diện Triều Tiên tham dự Giải vô địch bóng đá U-20 thế giới 2011 ở Colombia. Bàn thắng đầu tiên của anh là vào lưới Tajikistan ở vòng loại thứ 3 World Cup. Trong Cúp Challenge AFC 2012 Song-hyok ghi bàn thắng từ chấm phạt đền giúp CHDCND Triều Tiên giành chiến thắng trước Turkmenistan trong trận chung kết.

### Bàn thắng quốc tế
| # | Ngày                | Địa điểm            | Đối thủ      | Tỉ số | Kết quả | Giải đấu                                     |
| - | ------------------- | ------------------- | ------------ | ----- | ------- | -------------------------------------------- |
| 1 | 29 tháng 2 năm 2012 | Khujand, Tajikistan | Tajikistan   | 1–1   | Hòa     | Vòng loại giải vô địch bóng đá thế giới 2014 |
| 2 | 19 tháng 3 năm 2012 | Kathmandu, Nepal    | Turkmenistan | 2–1   | Thắng   | Cúp Challenge AFC 2012                       |
| 3 | 2 tháng 11 năm 2014 | Riffa, Bahrain      | Bahrain      | 2–2   | Hòa     | Giao hữu                                     |
| 4 | 6 tháng 11 năm 2014 | Doha, Qatar         | Qatar        | 1–3   | Thua    | Giao hữu                                     |